# Ure (misil)
El Ure (Hangul: 우레; español: Trueno) o KTSSM (Korean Tactical Surface-to-Surface Missile, Misil táctico superficie-superficie coreano) es un misil balístico táctico superficie-superficie (SSM) de corto alcance desarrollado a través del Proyecto Lightning que comenzó como una contramedida contra Corea del Norte. La artillería convencional de Corea se volvió a poner en servicio operativo tras el Bombardeo de Yeonpyeong en 2010.
El Bloque 1 para plataforma de lanzador fijo, que se desarrolló en 2019, se desarrolló conjuntamente con Hanwha Group bajo el liderazgo de la Agencia para el Desarrollo de la Defensa (ADD) y actualmente está desarrollando una versión mejorada del Bloque 2 para operar en varios transportadores erector lanzadores (TEL).